# Carlsson bokförlag

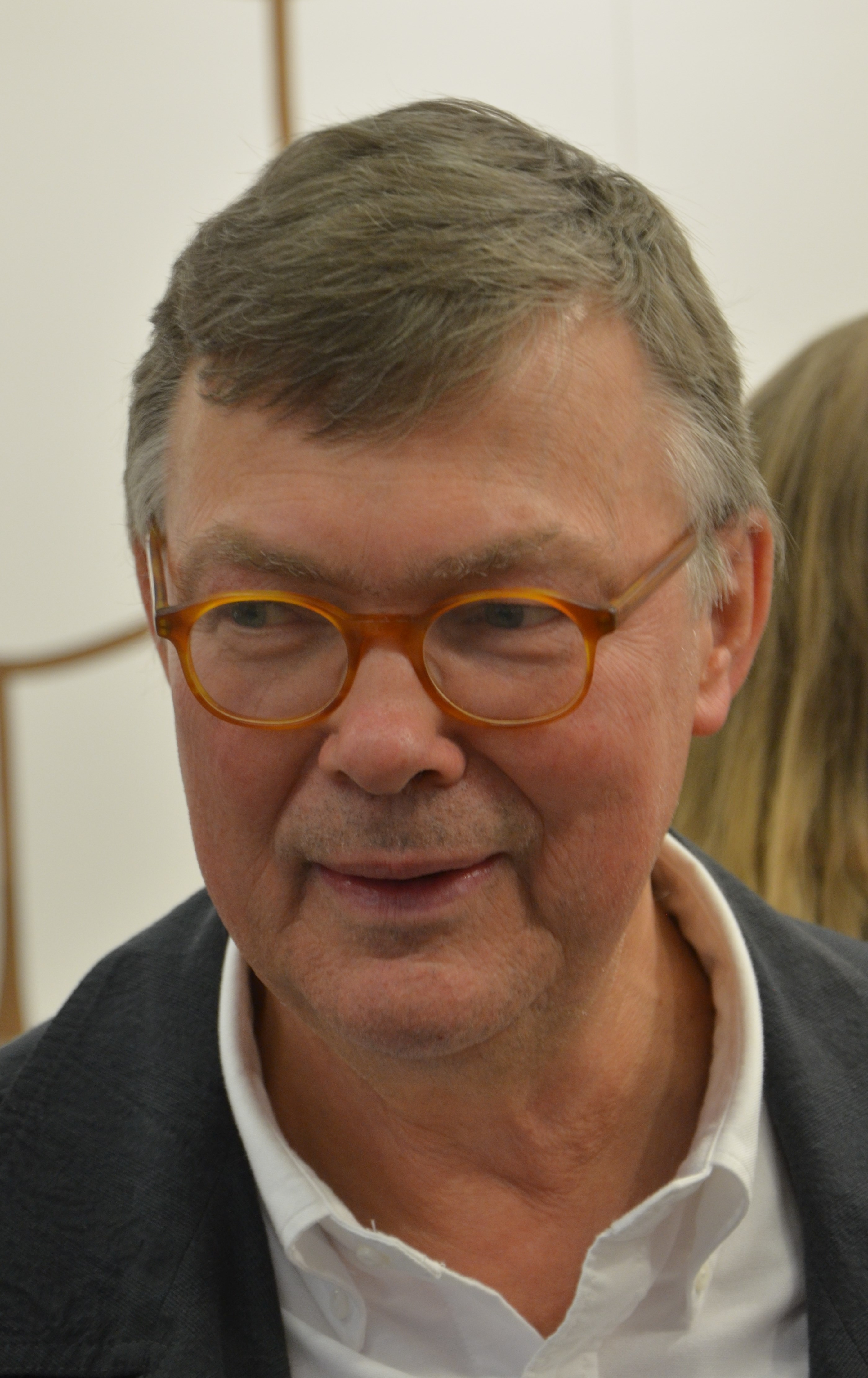
Förläggaren Trygve Carlsson på Bokmässan i Göteborg 2013.

Carlsson bokförlag (juridiskt T Carlsson Bokförlag AB) är ett svenskt förlag grundat 1983 av förläggaren Trygve Carlsson. Utgivningen är i huvudsak inriktad på facklitteratur inom historia, litteratur, media, teater, etnologi, konst och design, resor och samhällsdebatt.

## Utgivning
Förlagets är främst inriktat på utgivning av facklitteratur inom kultur och historia. Man har sedan starten 1983 gett ut drygt 2 000 boktitlar, och 400 av titlarna finns (2014) fortfarande i lager.
Bland nyare titlar kan nämnas Stalins mord i Katyn, Inte bara Stasi, Svenska prästgårdar, Effektiv visuell kommunikation och USA – drömmarnas land.
Förlaget ingick åren 1999–2002 i Verbum Förlag.

## Författare (urval)
Författare som utkommit på Carlsson bokförlag är bland andra: 

- Birgitta Almgren
- Karl-Olov Arnstberg
- Annica Carlsson Bergdahl
- Göran Bergengren
- Bo Bergström
- Håkan Blomqvist
- Bengt Dagrin
- Barbro Eberan
- HC Ericson
- Lars Gunnar Erlandson
- Kaj Falkman
- Martin Giertz
- Owe Gustafson
- Stig Fredrikson
- Stig Fyring
- Claes Fällbom
- Gösta Gahrton
- Per Gahrton
- Thomas Gustafsson
- Anja Hirdman
- Yvonne Hirdman
- Stig Holmqvist
- Bibbi Jonsson
- Britt Karlsson
- Jöran Mjöberg
- K.G. Nilson
- Gösta Nordén
- Emerich Roth
- Per Rydén
- Niklas Schiöler
- Ebbe Schön
- Jonas Sjöstedt
- Staffan Stolpe
- Lars Vargö
- Lars Westman
- Mikael Wiehe

## Källhänvisningar
1. 1 2 3  " T CARLSSON BOKFÖRLAG AB". Arkiverad 27 oktober 2014 hämtat från the Wayback Machine. Solidinfo.se. Läst 13 oktober 2014.
2. ↑  "Grunddata". Arkiverad 27 oktober 2014 hämtat från the Wayback Machine. Solidinfo.se. Läst 13 oktober 2014.
3. 1 2  "Carlsson Bokförlag AB". NE.se. Läst 13 oktober 2014.
4. ↑  Carlsson, Trygve. ”Boken – en lång historia”. Carlssonbokforlag.se. Arkiverad från originalet den 19 oktober 2014. https://web.archive.org/web/20141019065641/https://www.carlssonbokforlag.se/forlaget. Läst 13 oktober 2014.